# Aljaksandr Milinkevitj
Aljaksandr Uladzimiravitj Milinkevitj (belarusiska: Алякса́ндр Уладзі́міравіч Мілінке́віч eller Алякса́ндар Уладзі́меравіч Мілінке́віч; łacinka: Aliaksandar Uładzimieravič Miłinkievič; ryska: Алекса́ндр Влади́мирович Милинке́вич, Aleksandr Vladimirovitj Milinkevitj), född den 25 juli 1947 i Hrodna, är en vitrysk politiker och tidigare professor i fysik. Han är för närvarande den ledande oppositionsledaren mot den sittande presidenten Aleksandr Lukasjenko. I oktober 2006 tilldelades han Sacharovpriset.
Aljaksandr Milinkevitj är docent i fysik, och har varit verksam vid Sétifuniversitetet i Algeriet och universitetet i Hrodna. Genom de kontakter han fick i den egenskapen, blev han vice borgmästare under 1990-talet. Under presidentvalet 2001 var han en av de ledande personerna i oppositionspartiet Förenade demokratiska styrkorna, och i valet 2006 var han oppositionens presidentkandidat. Under ett besök i Västeuropa under början av 2006 blev han känd för omvärlden genom flera uppmärksammade TV-intervjuer, och träffade flera ledande EU-politiker, som José Manuel Barroso, och Javier Solana, samt tyska kanslern Angela Merkel.
Några av oppositionspartiets företrädare fängslades under början av 2006. Efter att Lukasjenko återvalts i ett av omvärlden som odemokratiskt utdömt presidentval i landet arresterades Milinkevitj den 26 april 2006 efter att ha medverkat i en demonstration i Minsk och dömdes till 15 dagars fängelse.
Den 29 november 2006 greps Milinkevitj på flygplatsen i Minsk när han återvände hem efter ett besök i Riga där han hade träffat den amerikanske presidenten George W. Bush.